# Machimus bengalensis
Machimus bengalensis är en tvåvingeart som beskrevs av Joseph och Parui 1986. Machimus bengalensis ingår i släktet Machimus och familjen rovflugor. Inga underarter finns listade i Catalogue of Life.